# Chovinismo

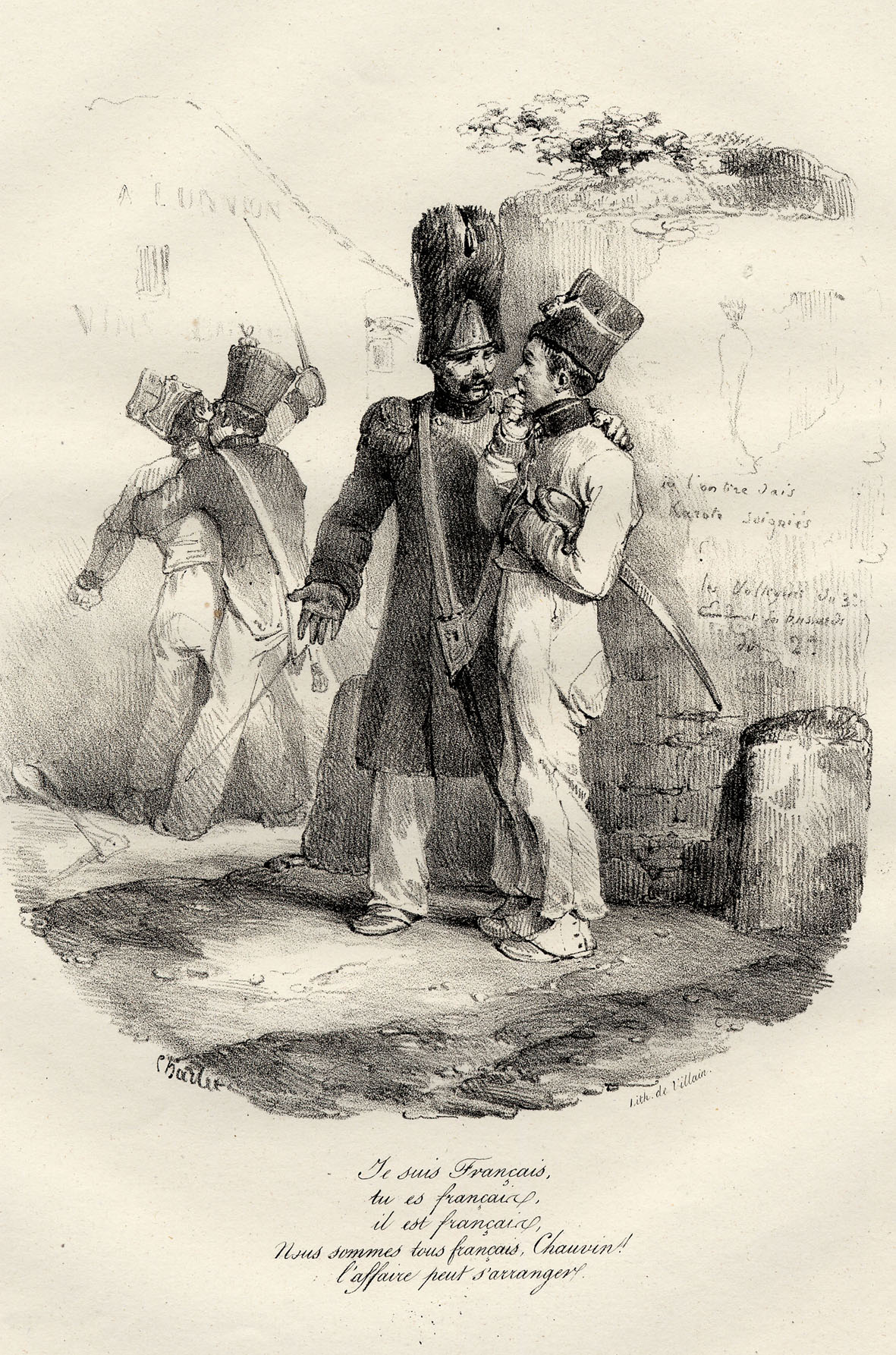
Nicolas Chauvin fue un soldado imaginario que encarna el patriotismo francés. Habría servido en el Primer Ejército de la República Francesa y posteriormente en La Grande Armée de Napoleón Bonaparte. Su nombre es el origen del término «chovinismo»

El chovinismo o chauvinismo (derivado del francés chauvinisme pronunciado /ʃovinizmə/), también conocido coloquialmente como patrioterismo, es la creencia en la superioridad o el dominio de un grupo social, a quienes se considera fuertes y virtuosos, sobre otro, a los que se los juzga como débiles, indignos o inferiores. Puede describirse como una forma de patriotismo y nacionalismo extremos, una fe ferviente en la excelencia y la gloria nacionales.
Según la leyenda, el soldado francés Nicolas Chauvin resultó gravemente herido en las guerras napoleónicas y recibió una exigua pensión por sus heridas. Después de que Napoleón abdicó, Chauvin mantuvo su fanática creencia bonapartista en la misión mesiánica de la Francia imperial, a pesar de la impopularidad de esta opinión bajo la Restauración borbónica. Su resuelta devoción a la causa, a pesar de la negligencia de su facción y el hostigamiento de sus enemigos, dio inicio al uso del término.
En 1945, la teórica política Hannah Arendt describió el concepto así:

El chovinismo es un producto casi natural del concepto de Nación en la medida en que proviene directamente de la vieja idea de la «misión nacional» [...] La misión nacional podría ser interpretada con precisión como la traída de luz a otros pueblos menos afortunados que, por cualquier razón, milagrosamente han sido abandonados por la historia sin una misión nacional. Mientras este concepto de chovinismo no se desarrolló en la ideología y permaneció en el reino bastante vago del orgullo nacional o incluso nacionalista, con frecuencia causó un alto sentido de responsabilidad por el bienestar de los pueblos atrasados.
«Imperialism, Nationalism, Chauvinism», en The Review of Politics

El chovinismo se ha extendido desde su uso original para incluir la devoción fanática y la parcialidad indebida hacia cualquier grupo o causa a la que uno pertenece, especialmente cuando dicho partidismo incluye prejuicios u hostilidad hacia los forasteros o grupos rivales y persiste incluso frente a una oposición abrumadora. Este término francés encuentra su paralelo en el término jingoísmo, proveniente del inglés, que ha conservado el significado de chovinismo estrictamente en su sentido original; es decir, una actitud de nacionalismo beligerante.